# Macrosolen andamanensis
Macrosolen andamanensis är en tvåhjärtbladig växtart som beskrevs av L.J.Singh. Macrosolen andamanensis ingår i släktet Macrosolen och familjen Loranthaceae. Inga underarter finns listade i Catalogue of Life.